# Bokeem Woodbine
Bokeem Woodbine (sinh ngày 13/4/1973) là nam diễn viên người Mỹ. Với vai Mike Milligan trong mùa hai của sê-ri Fargo, anh đã thắng 1 giải Black Reel, nhận 1 đề cử Emmy và 1 đề cử Critics' Choice Television. Trong MCU, anh vào vai Herman Schultz/Shocker trong Spider-Man: Homecoming.